# Lirim Zendeli
Lirim Zendeli (ur. 18 października 1999 w Bochum) – niemiecko-albańsko-macedoński kierowca wyścigowy. Mistrz Niemieckiej Formuły 4 w 2018 roku.

## Wyniki
| Legenda oznaczeń w tabelach wyników Wyświetl szablon na nowej stronie | Legenda oznaczeń w tabelach wyników Wyświetl szablon na nowej stronie                                                                     |
| Oznaczenie                                                            | Wyjaśnienie |
| --------------------------------------------------------------------- | --- |
| Złoty                                                                 | Zwycięzca lub mistrzostwo |
| Srebrny                                                               | 2. miejsce lub wicemistrzostwo |
| Brązowy                                                               | 3. miejsce lub II wicemistrzostwo |
| Zielony                                                               | Ukończył, punktował (w klasyfikacji generalnej, gdy zdobył co najmniej jeden punkt na przestrzeni sezonu, poza trzema powyższymi opcjami) |
| Niebieski                                                             | Ukończył, nie punktował (w klasyfikacji generalnej, gdy nie zdobył co najmniej jednego punktu na przestrzeni sezonu)                      |
| Czerwony                                                              | Nie zakwalifikował się (NZ) |
| Czerwony                                                              | Nie prekwalifikował się (NPK) |
| Różowy                                                                | Nie ukończył (NU) |
| Różowy                                                                | Niesklasyfikowany (NS) (w klasyfikacji generalnej, gdy nie został sklasyfikowany w żadnym wyścigu sezonu)                                 |
| Czarny                                                                | Zdyskwalifikowany (DK) |
| Czarny                                                                | Wykluczony (WYK/EX) |
| Biały                                                                 | Nie wystartował (NW) |
| Biały                                                                 | Kontuzjowany (K/INJ) |
| Biały                                                                 | Wyścig odwołany (OD/C) |
| Bez koloru                                                            | Został wycofany (WYC/WD) |
| Bez koloru                                                            | Nie przybył (NP/DNA) |
| Bez koloru                                                            | Nie brał udziału w treningach (NT/DNP) |
| Bez koloru                                                            | Nie został zgłoszony (–) |
| Pogrubienie                                                           | Start z pole position |
| Kursywa                                                               | Najszybsze okrążenie wyścigu |
| †                                                                     | Nie ukończył, ale jego rezultat został zaliczony ze względu na przejechanie więcej niż 90% dystansu wyścigu.                              |
| *                                                                     | Sezon w trakcie |
| 1/2/3                                                                 | Punktowana pozycja w sprincie kwalifikacyjnym                                                                                             |
| Lista systemów punktacji Formuły 1                                    | |

### Podsumowanie
| Sezon | Seria                                  | Zespół                        | Starty | P1 | PP | NO | Podia | Punkty | Pozycja |
| ----- | -------------------------------------- | ----------------------------- | ------ | -- | -- | -- | ----- | ------ | ------- |
| 2016  | Niemiecka Formuła 4                    | ADAC Berlin-Brandenburg e.V.  | 24     | 0  | 0  | 2  | 1     | 84     | 13      |
| 2017  | Niemiecka Formuła 4                    | ADAC Berlin-Brandenburg e.V.  | 21     | 3  | 3  | 1  | 5     | 164    | 4       |
| 2018  | Niemiecka Formuła 4                    | US Racing - CHRS              | 21     | 10 | 7  | 8  | 13    | 348    | 1       |
| 2019  | Formuła 3                              | Sauber Junior Team by Charouz | 14     | 0  | 0  | 0  | 0     | 6      | 18      |
| 2019  | Formula Regional European Championship | US Racing                     | 3      | 0  | 0  | 0  | 2     | 42     | 14      |
| 2020  | Toyota Racing Series                   | Giles Motorsport              | 15     | 0  | 0  | 0  | 4     | 200    | 8       |
| 2020  | Formuła 3                              | Trident                       | 18     | 1  | 2  | 1  | 3     | 104    | 8       |
| 2021  | Formuła 2                              | MP Motorsport                 | 17     | 0  | 0  | 1  | 0     | 13     | 17      |
| 2021  | DTM Trophy                             | T3 Motorsport                 | 2      | 0  | 0  | 0  | 0     | 0      | NS†     |
| 2022  | Formuła 3                              | Charouz Racing System         | 2      | 0  | 0  | 0  | 0     | 0      | 31      |
| 2022  | Formuła 2                              | Campos Racing                 | 2      | 0  | 0  | 0  | 0     | 0*     | 27*     |

† - Kierowca nie był zaliczany do klasyfikacji.

### Formuła 3
| Rok  | Zespół                        | Wyniki w poszczególnych eliminacjach | Wyniki w poszczególnych eliminacjach | Wyniki w poszczególnych eliminacjach | Wyniki w poszczególnych eliminacjach | Wyniki w poszczególnych eliminacjach | Wyniki w poszczególnych eliminacjach | Wyniki w poszczególnych eliminacjach | Wyniki w poszczególnych eliminacjach | Wyniki w poszczególnych eliminacjach | Wyniki w poszczególnych eliminacjach | Wyniki w poszczególnych eliminacjach | Wyniki w poszczególnych eliminacjach | Wyniki w poszczególnych eliminacjach | Wyniki w poszczególnych eliminacjach | Wyniki w poszczególnych eliminacjach | Wyniki w poszczególnych eliminacjach | Wyniki w poszczególnych eliminacjach | Wyniki w poszczególnych eliminacjach | Punkty | Pozycja |
| ---- | ----------------------------- | ------------------------------------ | ------------------------------------ | ------------------------------------ | ------------------------------------ | ------------------------------------ | ------------------------------------ | ------------------------------------ | ------------------------------------ | ------------------------------------ | ------------------------------------ | ------------------------------------ | ------------------------------------ | ------------------------------------ | ------------------------------------ | ------------------------------------ | ------------------------------------ | ------------------------------------ | ------------------------------------ | ------ | ------- |
| 2019 | Sauber Junior Team by Charouz | CAT                                  | CAT                                  | LEC                                  | LEC                                  | RBR                                  | RBR                                  | SIL                                  | SIL                                  | HUN                                  | HUN                                  | SPA                                  | SPA                                  | MNZ                                  | MNZ                                  | SOC                                  | SOC                                  |                                      |                                      | 6      | 18      |
| 2019 | Sauber Junior Team by Charouz | 14                                   | 11                                   | NU                                   | 16                                   | 8                                    | 7                                    | 15                                   | 9                                    | NU                                   | 20                                   | 22                                   | 22†                                  | NU                                   | 18                                   | WD                                   | WD                                   |                                      |                                      | 6      | 18      |
| 2020 | Trident                       | RBR                                  | RBR                                  | RBR                                  | RBR                                  | HUN                                  | HUN                                  | SIL                                  | SIL                                  | SIL                                  | SIL                                  | CAT                                  | CAT                                  | SPA                                  | SPA                                  | MNZ                                  | MNZ                                  | MUG                                  | MUG                                  | 104    | 8       |
| 2020 | Trident                       | 5                                    | 5                                    | 2‡                                   | 10                                   | NU                                   | 16                                   | 13                                   | 11                                   | 9                                    | 2                                    | 12                                   | 16                                   | 1                                    | 8                                    | 7                                    | 4                                    | 4                                    | NU                                   | 104    | 8       |
| 2022 | Charouz Racing System         | BHR                                  | BHR                                  | IMO                                  | IMO                                  | CAT                                  | CAT                                  | SIL                                  | SIL                                  | RBR                                  | RBR                                  | HUN                                  | HUN                                  | SPA                                  | SPA                                  | ZAN                                  | ZAN                                  | MNZ                                  | MNZ                                  | 0      | 31      |
| 2022 | Charouz Racing System         | –                                    | –                                    | –                                    | –                                    | 20                                   | 15                                   | –                                    | –                                    | –                                    | –                                    | –                                    | –                                    | –                                    | –                                    | –                                    | –                                    | –                                    | –                                    | 0      | 31      |

### Formuła 2
| Rok  | Zespół        | Wyniki w poszczególnych eliminacjach | Wyniki w poszczególnych eliminacjach | Wyniki w poszczególnych eliminacjach | Wyniki w poszczególnych eliminacjach | Wyniki w poszczególnych eliminacjach | Wyniki w poszczególnych eliminacjach | Wyniki w poszczególnych eliminacjach | Wyniki w poszczególnych eliminacjach | Wyniki w poszczególnych eliminacjach | Wyniki w poszczególnych eliminacjach | Wyniki w poszczególnych eliminacjach | Wyniki w poszczególnych eliminacjach | Wyniki w poszczególnych eliminacjach | Wyniki w poszczególnych eliminacjach | Wyniki w poszczególnych eliminacjach | Wyniki w poszczególnych eliminacjach | Wyniki w poszczególnych eliminacjach | Wyniki w poszczególnych eliminacjach | Wyniki w poszczególnych eliminacjach | Wyniki w poszczególnych eliminacjach | Wyniki w poszczególnych eliminacjach | Wyniki w poszczególnych eliminacjach | Wyniki w poszczególnych eliminacjach | Wyniki w poszczególnych eliminacjach | Wyniki w poszczególnych eliminacjach | Wyniki w poszczególnych eliminacjach | Wyniki w poszczególnych eliminacjach | Wyniki w poszczególnych eliminacjach | Punkty | Pozycja |
| ---- | ------------- | ------------------------------------ | ------------------------------------ | ------------------------------------ | ------------------------------------ | ------------------------------------ | ------------------------------------ | ------------------------------------ | ------------------------------------ | ------------------------------------ | ------------------------------------ | ------------------------------------ | ------------------------------------ | ------------------------------------ | ------------------------------------ | ------------------------------------ | ------------------------------------ | ------------------------------------ | ------------------------------------ | ------------------------------------ | ------------------------------------ | ------------------------------------ | ------------------------------------ | ------------------------------------ | ------------------------------------ | ------------------------------------ | ------------------------------------ | ------------------------------------ | ------------------------------------ | ------ | ------- |
| 2021 | MP Motorsport | BHR                                  | BHR                                  | BHR                                  | MCO                                  | MCO                                  | MCO                                  | BAK                                  | BAK                                  | BAK                                  | SIL                                  | SIL                                  | SIL                                  | MNZ                                  | MNZ                                  | MNZ                                  | SOC                                  | SOC                                  | SOC                                  | JED                                  | JED                                  | JED                                  | YAS                                  | YAS                                  | YAS                                  |                                      |                                      |                                      |                                      | 13     | 17      |
| 2021 | MP Motorsport | 9                                    | NU                                   | 18                                   | 15                                   | 7                                    | NU                                   | 13                                   | NU                                   | 10                                   | 11                                   | 9                                    | 9                                    | 15†                                  | 12                                   | 7                                    | 10                                   | OD                                   | 16                                   | –                                    | –                                    | –                                    | –                                    | –                                    | –                                    |                                      |                                      |                                      |                                      | 13     | 17      |
| 2022 | Campos Racing | BHR                                  | BHR                                  | JED                                  | JED                                  | IMO                                  | IMO                                  | CAT                                  | CAT                                  | MON                                  | MON                                  | BAK                                  | BAK                                  | SIL                                  | SIL                                  | RBR                                  | RBR                                  | LEC                                  | LEC                                  | HUN                                  | HUN                                  | SPA                                  | SPA                                  | ZAN                                  | ZAN                                  | MNZ                                  | MNZ                                  | YAS                                  | YAS                                  | 0*     | 27*     |
| 2022 | Campos Racing | –                                    | –                                    | –                                    | –                                    | –                                    | –                                    | –                                    | –                                    | –                                    | –                                    | –                                    | –                                    | –                                    | –                                    | –                                    | –                                    | –                                    | –                                    | –                                    | –                                    | 20                                   | 21†                                  | –                                    | –                                    | –                                    | –                                    |                                      |                                      | 0*     | 27*     |

‡ - Przyznano połowę punktów, gdyż zostało przejechane mniej niż 75% wyścigu.